# Emilia Teumin
Emilia Isaakowna Teumin (russisch Эмилия Исааковна Теумин/Emilija Isaakowna Teumin; geboren 1905 in Bern; gestorben 12. August 1952 in Moskau (hingerichtet)) war ein Mitglied des Jüdischen Antifaschistischen Komitees (JAFK).

## Leben
Emilia Teumins Eltern lernten sich in der Schweiz kennen. Dorthin war Emilias Mutter zu einem Kuraufenthalt gereist, um eine Tuberkulose auszuheilen, die sie sich während der Haft wegen der Teilnahme an einer Maidemonstration zugezogen hatte. Ihr Vater war als Mitglied des Zentralkomitees des Bundes vor einer drohenden Verhaftung hierher geflohen.
Nach Emilias Geburt kehrten sie nach Russland zurück. 1920 trat ihr Vater der Kommunistischen Partei Russlands bei; die Familie kümmerte sich wenig um jüdische Angelegenheiten.
Nach dem deutschen Überfall auf die Sowjetunion wurde Emilia Teumin wegen ihrer Sprachkenntnisse Mitarbeiterin der internationalen Abteilung des Sowinformbüros. Dessen stellvertretender Vorsitzender Solomon Losowski war ihr Vorgesetzter. Er war gleichzeitig auch Sekretär des Jüdischen Antifaschistischen Komitees. Für dieses war sie als Schreibkraft und Übersetzerin tätig, ohne Einfluss auf dessen konzeptionelle Aufgaben zu haben oder für die von ihr erstellten Texte die politische Verantwortung zu tragen.
Zu ihren Aufgaben gehörte es auch, für ausländische Besucher Informationsmaterial zusammenzustellen. Dabei handelte es sich ausschließlich um Material, das im Ausland bekannt war und bereits zensiert war. Darunter waren z. B. Artikel aus Parteizeitungen und Berichte über Gräueltaten der Nazis in der Sowjetunion.
Genau diese Arbeiten wurden Ende der 40er Jahre zum Anlass genommen, sie zu verhaften und damit sie und besonders das Jüdische Antifaschistische Komitee der Spionage zu bezichtigen.
Nach drei Jahren Haft und Folter wurde sie am 12. August 1952 in der Nacht der ermordeten Dichter zusammen mit vielen prominenten Mitgliedern des JAFK in Moskau erschossen. Neben Tschajka Watenberg-Ostrowskaja ist sie das willkürlichste Opfer der Ermordung der JAFK-Mitglieder.